# Miostylopyga proposita
Miostylopyga proposita är en kackerlacksart som först beskrevs av Robert Walter Campbell Shelford 1911.  Miostylopyga proposita ingår i släktet Miostylopyga och familjen storkackerlackor. Inga underarter finns listade i Catalogue of Life.